# АЭС Волф Крик
АЭС Волф Крик (англ. Wolf Creek Generating Station) — действующая атомная электростанция в центральной части США.  
Станция расположена на берегу озера Коффи (ранее озеро Волф Крик) в округе Коффи штата Канзас, в 85 милях на юго-запад от Канзас-Сити. Названа по старому названию озера Волф Крик.
АЭС состоит из одного энергоблока с реактором с водой под давлением (PWR) мощностью 1170 МВт фирмы Westinghouse, который был введен в эксплуатацию 4 июня 1985 года. 
В 2011 году был установлен новый ротор турбогенераторной установки, что позволило увеличить мощность до 1250 МВт.
4 октября 2006 года оператор обратился в Комиссию по ядерному регулированию (NRC) с просьбой о продлении лицензии на эксплуатацию станции. 20 ноября 2008 года компания-оператор получила от NRC продление лицензии на эксплуатацию АЭС с 40 до 60 лет.

## Информация об энергоблоках
| Энергоблок | Тип реакторов   | Мощность | Мощность | Начало строительства | Физпуск    | Подключение к сети | Ввод в эксплуатацию | Закрытие |
| Энергоблок | Тип реакторов   | Чистый   | Брутто   | Начало строительства | Физпуск    | Подключение к сети | Ввод в эксплуатацию | Закрытие |
| ---------- | --------------- | -------- | -------- | -------------------- | ---------- | ------------------ | ------------------- | -------- |
| Волф Крик  | PWR, W (4-loop) | 1200 МВт | 1285 МВт | 31.05.1977           | 22.05.1985 | 12.06.1985         | 03.09.1985          | —        |